# Jef Denyn
Compléments
Carillonneur attitré de la ville de Malines Denyn modernisa l'instrument musical et ouvrit une école de carillonneurs
Joseph Guillaume François Denyn (connu comme Jef Denyn), né le 19 mars 1862 à Malines (Belgique) et y décédé le 2 octobre 1941, était un carillonneur belge, fondateur de la première école internationale de carillonneurs.  

## Biographie
Jef Denyn est né dans une famille de carillonneurs. Son père, Adolf Denyn, était carillonneur attitre de la ville de Malines. Et son frère, Edouard Denyn (1869-1913) pratiquait également le carillon, même s’il est moins connu: il a laissé une composition ‘Prélude pour carillon’. Sa mère était Jeanne Weckers.

### Carillonneur
Jef Denyn se lance d’abord dans des études d’ingénierie. Cependant, à Pâques 1881 il est amené à remplacer son père au carillon, car ce dernier devenait rapidement aveugle.  Bientôt il décide de se consacrer entièrement au carillon. 
En 1887 Jef Denyn succède à son père comme carillonneur de la ville. S’il avait bien reçu un premier enseignement de son père Jef était largement un autodidacte dans l’art du carillon. À partir de 1892, il inaugure les concerts hebdomadaires des lundis soir, ainsi que les concerts d’été dans la tour de Saint-Rombaut, qui ont encore lieu. Les concerts sont populaire : en plusieurs endroits, mais surtout dans la ‘Straatje-zonder-einde’ (‘ruelle sans fin’) les passants s’arrêtent et se rassemblent pour écouter le son varié des cloches. Il a donné à la musique de carillon sa place dans le monde de l’art musical.  
Jef Denyn est plus qu’un carillonneur Avec son père, il est considéré comme le concepteur de la technologie qui a fait évoluer le carillon vers sa configuration moderne.  Son père s’est occupé de la première modernisation ; lui-même a achevé le travail. Le fils était en faveur du système dit ‘des grands dauphins’. Ses idées ont été adoptées et développées par d’autres. Il publie des livres techniques à ce sujet : Inrichting en behandeling van het klokkenspel (‘Conception et traitement des carillons : en 1919).

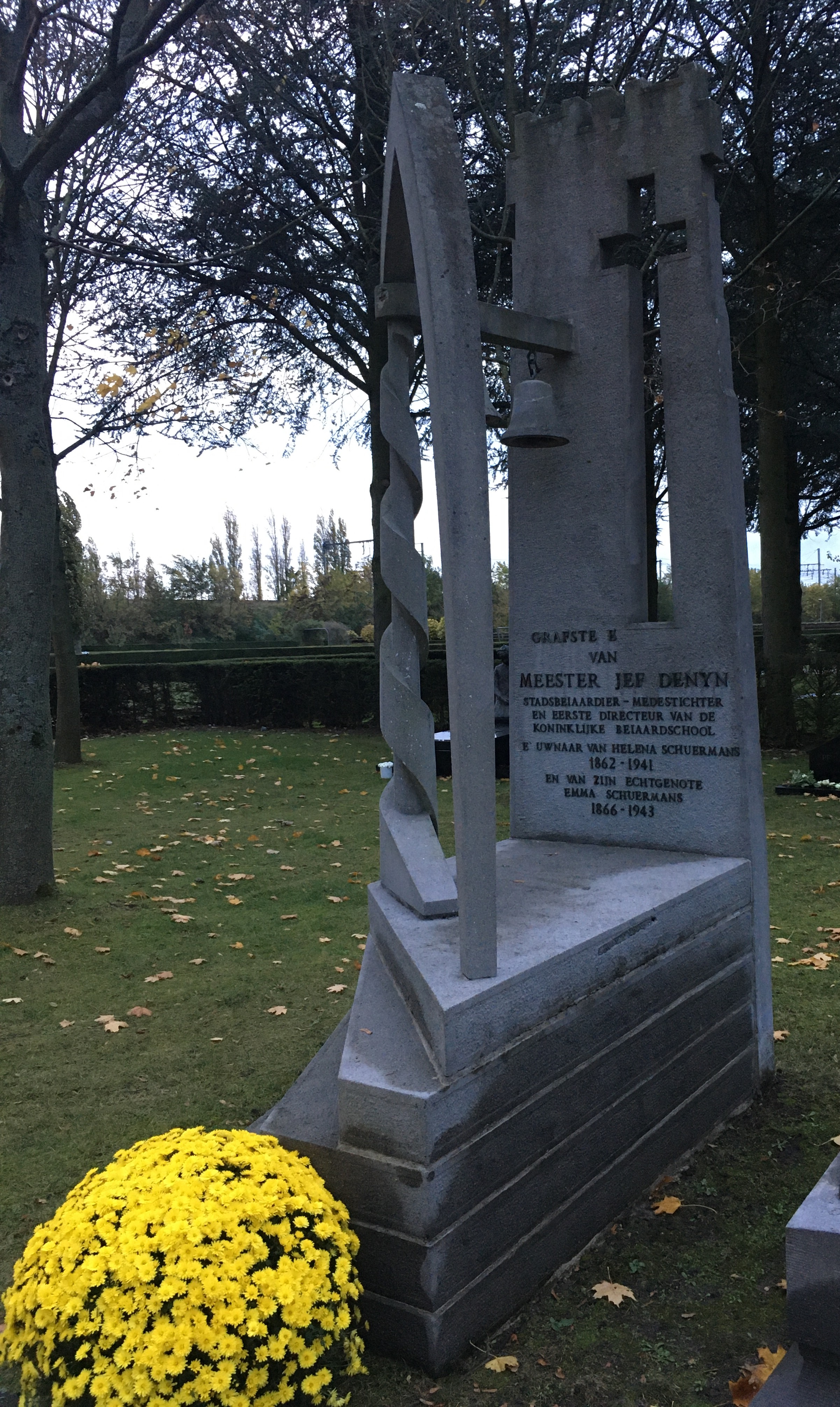
Monument sur la tombe de Jef Denyn (cimetière de Malines)

À partir de 1897, des compétitions internationales de carillon sont organisées à Malines par Jef Denyn et d’autres. C’étaient les premières du genre : d’autres existent ailleurs depuis lors.  Le deuxième concours eut lieu à Bruxelles en 1910. De tels concours sont organisés aux Pays-Bas depuis 1927. Denyn se lance dans une véritable croisade pour la restauration et l’amélioration des cloches et carillons dans plusieurs pays d'Europe qu’il visite: Pays-Bas, Allemagne, Autriche, Écosse. Il donne ses lettres de noblesse musicale au carillon.

### Malines: capitale du carillon
En peu de temps Jef Denyn établit la réputation de Malines en tant que ‘ville du carillon’. L’instrument et sa musique si particulière sont devenus une attraction touristique de Malines, comme en font foi les dépliants touristiques de la ville. Les hôtels offrent des forfaits-carillon et des voyages trains-carillons spéciaux sont proposés. Les journaux annoncent quotidiennement les programmes de carillon.    
Le carillonneur préparait également l’avenir, s’engageant à organiser une solide formation à l’art du carillon. En 1922 Jef Denyn ouvre l’école du Carillon à Malines dont il sera le directeur de 1922 à sa mort. Aidé par des mécènes américains l’école se développa et obtint le titre de ‘royale’ en 1959. Elle s’appelle aujourd’hui ‘École royale internationale Jef Denyn’ (Koninklijke Beiaardschool Jef Denyn) et est probablement l’unique école de ce genre au monde. 
Jef Denyn meurt à Malines le 2 octobre 1941 ; il avait 79 ans.

## Compositions
- Un nombre limité de compositions pour carillon sont connues : un ‘ Ave Maria’, un ‘Andante cantabile’ et ‘Siliciano’.
- De ses trois préludes, le troisième n’a jamais été mis par écrit, mais il en existe un enregistrement.

## Reconnaissance publique
- Le 26 juin 1952, le conseil municipal de la ville de Malines a rebaptisé ‘Jef Denynplein’ la partie septentrionale du Melaan.